# Horodyshche
Horodyshche (em ucraniano:   Городище) é uma cidade da Ucrânia, situada no Oblast de Tcherkássi. Tem 21,69 km² de área e sua população em 2020 foi estimada em 13.433 habitantes.